# Fredrik af Klercker (militär)
Fredrik af Klercker, född den 4 oktober 1792 i Kristianstad, död den 13 oktober 1867 i Näsby socken, Örebro län, var en svensk militär. Han var son till Adolf af Klercker.
af Klercker blev student vid Uppsala universitet 1808. Han blev sergeant vid Närkes och Värmlands regemente 1809, fänrik där samma år och vid Andra livgardet 1810, löjtnant 1815, kapten 1820  regementskvartermästare 1822, major i armén 1835 och vid regementet 1841, överstelöjtnant i armén 1842 och andre major vid Andra livgardet 1847. af Klercker var överste och chef för Västmanlands regemente 1851–1860. Han blev generalmajor 1860 och beviljades avsked från ur krigstjänsten 1864. af Klercker blev kammarherre 1828, riddare av Svärdsorden 1829, kommendör av Dannebrogorden 1848 och kommendör av Svärdsorden 1859.